# ESO 593-8
ESO 593-8, aussi surnommé l'Oiseau (The Bird en anglais),, est un triplet de galaxies en interaction situé dans la constellation du Sagittaire. Sa vitesse par rapport au fond diffus cosmologique est de 14 450 ± 49 km/s, ce qui correspond à une distance de Hubble de 213,1 ± 14,9 Mpc (∼695 millions d'al).

## Caractéristiques
ESO 593-8 est composé d'au moins trois galaxies observées à un stade avancé d'une fusion galactique. Les composants majeurs du triplet sont deux galaxies spirales qui, vues depuis la Terre, se chevauchent perpendiculairement. Leurs bras spiraux distordus par les effets de marée s'étendent sur un total de plus de 100 000 années-lumière et évoquent une paire d'ailes cosmiques, d'où le surnom donné à ce système.
Des observations réalisées en contributions avec le Très Grand Télescope (VLT) de l'ESO ont permis d'identifier une troisième galaxie interagissant avec les deux premières. Celle-ci, plus petite de ses consœurs, présente une apparence irrégulière et un fort taux de formation d'étoiles s'élevant à près de 200 masses solaires par an. Cette galaxie est censée constituée la « tête » de l'oiseau.
Selon une théorie, il est possible que la galaxie irrégulière n'interagisse que depuis peu avec ses voisines, ces dernières s'étant probablement rencontrées plutôt, il y a quelques centaines de millions d'années.
Le système de galaxies en interaction ESO 593-8 est lumineux en infrarouge (LIRG). La majorité de ces émissions proviennent de la plus petite des trois galaxies. Aussi, cette dernière, ainsi que la majeure partie du système s'éloignent de nous à plus de 400 km/s (soit environ 1,4 million de km/h).

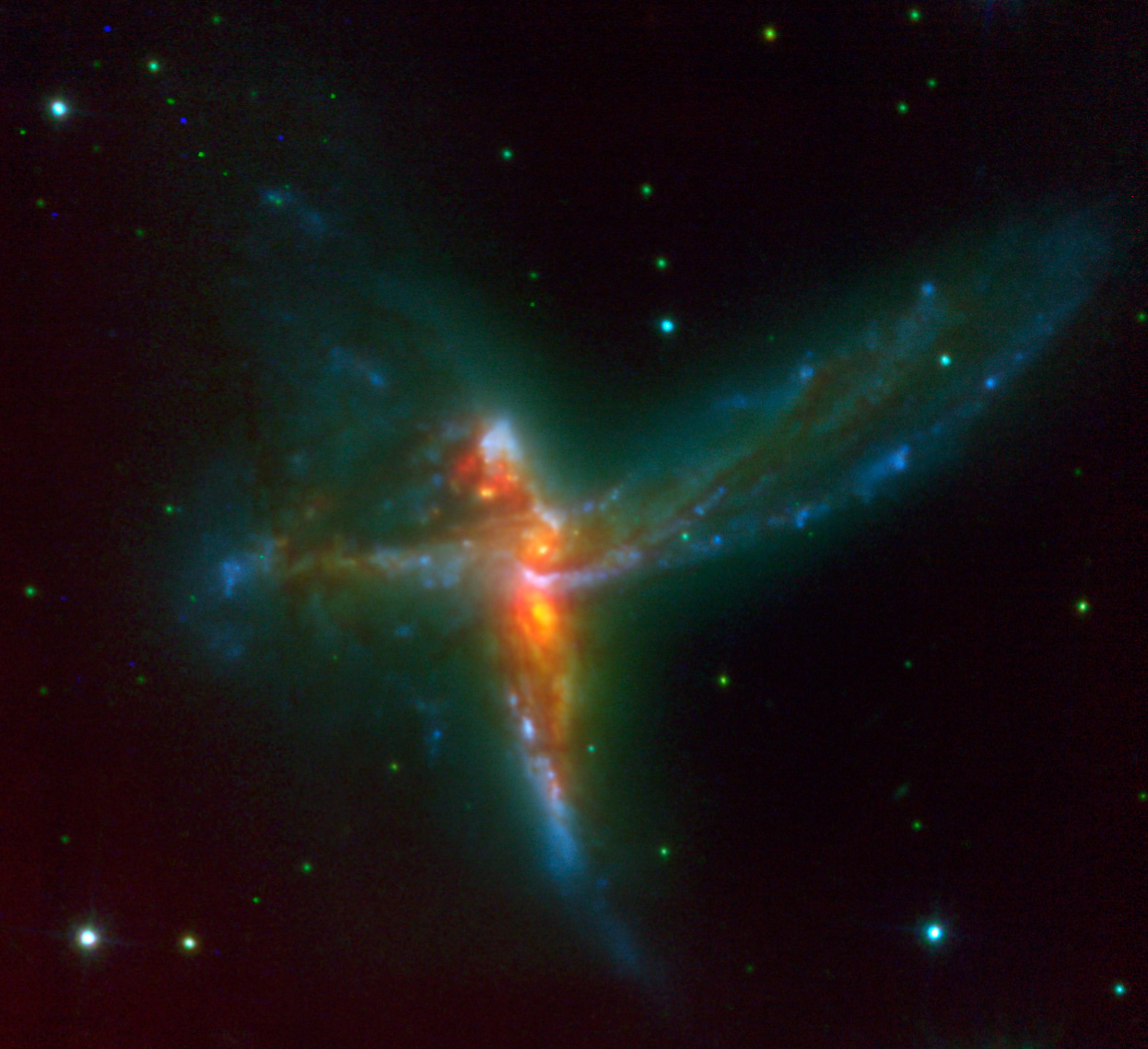
ESO 593-8 imagé par le Très Grand Télescope (VLT) de l'ESO. Cette image a été combinée avec celles issues d'observations du télescope spatial Hubble.